# リウマトイド因子
リウマトイド因子（英: Rheumatoid factor; RF）とは、関節リウマチ等で見られる自己抗体の一つ。リウマチ因子とも呼ばれる。

## 概要
1940年に、ノルウェーのErik Waalerやアメリカ合衆国のHarry.M.Roseによって関節リウマチの患者から発見され、報告された。
リウマトイド因子は変性したIgGのFc領域に対する自己抗体であり(抗IgG抗体)、主にIgMに属する
。
関節リウマチで最も陽性となりやすいが（約70～80％）、他の自己免疫疾患、慢性肝炎などでも陽性になることもあり、疾患特異性は低い。